# Sadi Schwerdt
Sadi Schwerdt (ur. 15 grudnia 1942 w Arroio dos Ratos) – piłkarz brazylijski, występujący na pozycji prawego obrońcy.

## Kariera klubowa
Karierę piłkarską Sadi Schwerdt rozpoczął w SC Internacional w 1961. W 1962 występował w Athletico Paranaense, po czym powrócił do Internacionalu. Z Internacionalem dwukrotnie zdobył mistrzostwo stanu Rio Grande do Sul – Campeonato Gaúcho w 1969 i 1970. Łącznie w Bangu wystąpił w 131 meczach i strzelił 64 bramki. W latach 1970–1972 występował w São Paulo. W Corinthians 24 listopada 1971 w wygranym 1-0 meczu z Amériką Rio de Janeiro Sadi Schwerdt jedyny raz wystąpił w nowo utworzonej lidze brazylijskiej.

## Kariera reprezentacyjna
W reprezentacji Brazylii Sadi Schwerdt zadebiutował 17 kwietnia 1966 w wygranym 1-0 meczu z reprezentacją Chile w Copa Bernardo O'Higgins 1966. Ostatni raz w reprezentacji wystąpił 17 lipca 1968 w wygranym 4-0 towarzyskim meczu z reprezentacją Peru. Ogółem w reprezentacji Sadi Schwerdt wystąpił w 11 meczach i strzelił 1 bramkę.